# Université de Lille
Université de Lille jest publicznym, multidyscyplinarnym uniwersytetem znajdującym się w okolicach Lille, Hauts-de-France.
Z ponad 74 000 studentami jest to jeden z największych francuskich uniwersytetów i jeden z największych francuskojęzycznych uniwersytetów na świecie.
Z 66 laboratoriami badawczymi, 350 pracami doktorskimi rocznie i 3000 publikacji naukowych rocznie, wydział jest dobrze reprezentowany w środowisku naukowym.

## Znani nauczyciele
- Bernard Frimat, francuski polityk, ekonomista, nauczyciel akademicki i samorządowiec